# Bistum Epiphania
Koordinaten: 35° 8′ 12,8″ N, 36° 44′ 58,5″ O
Das Bistum Epiphania war ein frühchristlich-byzantinisches Bistum in der antiken Stadt Epiphania (auch Epiphanea) in der römischen Provinz Syria Coele bzw. ab 400 der spätrömisch-byzantinischen Provinz Syria Secunda (oder Syria Salutaris), im heutigen Hama (Gouvernement Hama), Syrien. 325 ist erstmals ein Bischof und damit die Existenz des Bistums belegt. Nach der arabischen Eroberung 636/38 ging der Bischofssitz zu einem nicht bekannten Zeitpunkt unter.

## Geschichte
Die Besiedlung der Stadt Hama soll bis 10.000 v. Chr. zurückreichen. Sie wurde nachweislich in assyrischer Zeit Hamath genannt und war teils selbstständig oder teils unter assyrischer Oberherrschaft. Nach neobabylonischer und persischer Herrschaft kam die Stadt unter die Herrschaft Alexanders des Großen. In hellenestistscher Zeit wurde sie in Ephiphaneia umbenannt, nach Antiochus Epiphanes (175–164 v. Chr.). Der ursprüngliche Name wurde aber offensichtlich weiterhin parallel zum offiziellen Namen benutzt. Unter Pompeius kam die Stadt unter römische Herrschaft. Unter Kaiser Septimius Severus wurde die alte Provinz Syria in die nördliche Provinz Syria Coele und in eine südliche Provinz Syria Phoenice unterteilt. Um 400 wurde die nördliche Provinz Syria Coele weiter in die zwei Provinzen Syria Prima und Syria Secunda (oder Syria salutaris) geteilt, wobei Epiphania zur letzteren Provinz gerechnet wurde. In der Zeit nach der arabischen Eroberung 636/38 nahm die Stadt, mit nur leichter Variation, wieder den alten Namen an.
Das Bistum war ein Suffraganbistum des Metropolitansitzes in Apamea. Das Gebiet des Metropolitansitzes Apamea entspricht in etwa der Provinz Syria Secunda, wie die von Harald Suermann publizierte Karte zeigt. Der Bischofssitz existierte auch noch einige Zeit nach der arabischen Eroberung Syriens 636/638 weiter, wie die Nennung des Bischof Cosmas 763 zeigt. Er ging allerdings wohl einige Zeit danach unter. Es gibt keine Nachricht darüber, dass der orthodoxe Bischofssitz zur Zeit der Kreuzzüge noch existierte.

## Bischöfe
- 325 Mauritius, er nahm am Ersten Konzil von Nicäa teil[4][5][6]
- 343[7] bis 361? Eustathius, Arianer[4][5][6]
- 381 Eusebius, er nahm am Ersten Konzil von Konstantinopel teil[4][5][6]
- 445 Stephanus[4][5]
- 451 Eutychianus, er nahm am Konzil von Chalcedon teil[4][5]
- 458 Epiphanius[4][5]
- 518 Cosmas I.[4][5]
- 536/37 Sergius[4][5]
- 763 Cosmas II., Ikonoklast[4][5]

Im Rahm der Kreuzzüge wurde die Stadt 1108 von Tankred von Tiberias erobert. Allerdings ging die Stadt schon 1115 für die Kreuzfahrer wieder verloren. In der kurzen Zeit wurde kein lateinisches Bistum in der Tradition des frühchristlich-byzantinischen Bischofssitzes in Hama errichtet.
In der Tradition des untergegangenen Bischofssitzes steht das Titularbistum Epiphania in Syria.